# Burghorn
Burghorn is een polder en buurtschap in de gemeente Schagen.
De polder is gelegen ten westen van de stad Schagen en behoort tot de oudere polders van Nederland. Het verkreeg zelfs stadsrechten maar verder dan dat wat boerenbewoning en een enkele andere woningen geraakte de polder niet. In de 20ste eeuw is er wel een park met eenvoudige recreatiewoningen en een camping gevestigd.
De polder wordt omsloten door de Oudedijk, de Nieuwedijk en de Valkkogerdijk. In 1456 verkreeg de heer van Schagen, ‘Willem de Bastaard’ het octrooi om het slikland dat Burghorn was geworden na overstromingen in de eeuwen ervoor, te bedijken. De eerste woning in de polder was die van de heer zelf en nadat andere grote huizen volgden verkreeg de nederzetting in 1462 stadsrechten. Maar het groeide daarna nooit verder uit en de stadsrechten werden dan ook nooit echt in de praktijk gebruikt.
Burgerbrug · Burgervlotbrug · Callantsoog · Dirkshorn · Eenigenburg · Groenveld · Groote Keeten · Krabbendam · Oudesluis · Petten · 't Rijpje · Schagen · Schagerbrug · Schoorldam (deels) · Sint Maarten · Sint Maartensbrug · Sint Maartensvlotbrug · Stroet · Tjallewal · Tolke (deels) · Tuitjenhorn · Valkkoog · Waarland · Warmenhuizen · 't Zand

Buurtschappen: Abbestede · Avendorp · Bliekenbos · 't Buurtje · De Banne · Burghorn · Cornelissenwerf · Dijkstaal · Grootven · Grotewal · Het Korfwater · De Hale · Hemkewerf · Huiskebuurt · Kalverdijk · Keinse · Keinsmerbrug · Kerkbuurt · Lagedijk · Leihoek · Mennonietenbuurt · Nes · Schagerwaard · Sint Maartenszee · Slootgaard · De Stolpen · Stolpervlotbrug · Vennik (deels) · 't Wad · De Weel (deels) · Woudmeer · Zijbelhuizen · Zijpersluis